# Чукотка
Чуко̀тка (на руски: Чукотский полуостров) е полуостров в Североизточен Сибир, влизащ административно в състава на Чукотски автономен окръг на Русия. На юг и югоизток се мие от водите на Берингово море, а на север – от водите на Чукотско море. На изток Беринговия проток го отделя от Северна Америка и тук се намира най-източната точка на континента Азия – нос Дежньов. На континента границата му се прекарва от залива Кръст на Берингово море по долината на река Январайнаам, а след това по долината на река Велмай до залива Ванкарем на Чукотско море. В тези си граници има дължина около 300 km и ширина от 120 до 270 km. На североизток е обособен полуостров Дауркин. Бреговата му линия е силно разчленена. На север дълбоко се врязва залива Колючинска губа, а на юг и югоизток – заливите Кръст, Провидения, Мечигменски, Лаврентия и др. Голяма частот полуострова е заета от югоизточната, ниска част на Чукотската планинска земя. Максимална височина 1194 m, в крайната му югоизточната част.